# Nefropatia C1q
Nefropatia C1q (ang. C1q nephropathy) – rzadka choroba kłębuszków nerkowych (glomerulopatia), stanowiąca wariant ogniskowego segmentowego twardnienia kłębuszków związanego z kompleksami immunologicznymi, charakteryzująca się złogami immunoglobulin w mezangium przy jednoczesnym braku wykładników klinicznych i laboratoryjnych tocznia rumieniowatego układowego.